# Lesley Yellowlees
Lesley Jane Yellowlees (née en 1953 à Londres) est une chimiste britannique spécialiste de l'électrochimie.
Yellowlees est la présidente de la Royal Society of Chemistry (RSC) de 2012 à 2014 et est la première femme à occuper ce poste.